# Monkey Bar Games
A Monkey Bar Games a Vicious Cycle Software videójáték-fejlesztő cég részlege, amelynek székhelye at észak-karolinai Chapel Hillen van.

## Játékaik
- 2005 - Dora the Explorer: Journey to the Purple Planet - GameCube, PlayStation 2 (kiadó: Global Star)
- 2006 - Curious George - GameCube, PlayStation 2, Windows, Xbox (kiadó: Namco)
- 2006 - Flushed Away - GameCube, PlayStation 2 (kiadó: D3 Publisher)
- 2008 - Ben 10: Alien Force - PlayStation 2, PlayStation Portable, Wii (kiadó: D3 Publisher)
- 2010 - Despicable Me: The Game - PlayStation 2, PlayStation Portable, Wii (kiadó: D3 Publisher)
- 2011 - Ben 10: Galactic Racing - PlayStation 3, PlayStation Vita, Xbox 360, Nintendo DS, Wii, Nintendo 3DS (kiadó: D3 Publisher)
- 2012 - Madagascar 3: The Video Game - PlayStation 3, Xbox 360, Wii (kiadó: D3 Publisher)
- 2013 - Pac-Man and the Ghostly Adventures - PlayStation 3, Xbox 360, Nintendo 3DS, Wii U, Windows (kiadó: Namco)